# Lasiodiscus marmoratus
Lasiodiscus marmoratus är en brakvedsväxtart som beskrevs av Charles Henry Wright. Lasiodiscus marmoratus ingår i släktet Lasiodiscus och familjen brakvedsväxter. Inga underarter finns listade i Catalogue of Life.